# Dzwonowo (Wałcz)
Pour l’article homonyme, voir Dzwonowo (Stargard).
Dzwonowo est un village de Pologne, situé dans la gmina de Człopa, dans le powiat de Wałcz, dans la voïvodie de Poméranie occidentale.

## Histoire
De 1815 à 1945, Schönow fait partie de l'arrondissement de Deutsch Krone dans le district de Marienwerder au sein de la province de Prusse-Occidentale